# کربوکسیلات

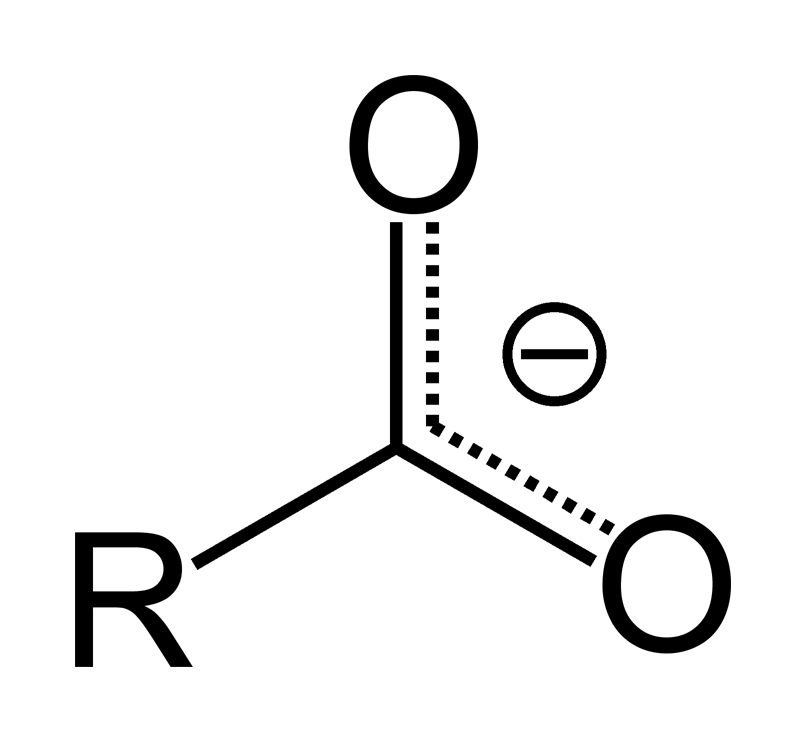
گروه عاملی کربوکسیلات

کربوکسیلات (به انگلیسی: Carboxylate) نمک یا استر یک اسید کربوکسیلیک است.
گروه کربوکسیلات زمانی به‌وجود می‌آید که یک اسید کربوکسیلیک (مانند سرکه) پروتون خود را از دست می‌دهد و به یک یون با بار منفی تبدیل می‌شود. این یون به‌خاطر ساختار رزونانسی‌اش بسیار پایدار است، چون بار منفی‌اش بین دو اتم اکسیژن پخش می‌شود. بیشتر نمک‌های کربوکسیلاتی در آب حل می‌شوند و می‌توان با افزودن اسید، دوباره اسید اولیه را از آن‌ها جدا کرد. همچنین، گروه‌های جانبی که الکترون می‌گیرند، این یون را پایدارتر و اسیدی‌تر می‌کنند. این گروه در شیمی آلی و صنایع کاربرد زیادی دارد.
نمک‌های کربوکسیلات عموما دارای فرمول عمومی M(RCOO)n هستند که در آنها، M یک فلز است و n یک عدد صحیح بیشتر یا مساوی یک می‌باشد. همچنین استرهای کربوکسیلات با فرمول عمومی 'RCOOR شناخته می‌شوند.

## یون کربوکسیلات
یون کربوکسیلات که همیشه دارای یک بار منفی است با فرمول -RCOO نشان داده می‌شود.
نامدارترین گروه‌های کربوکسیلات در زیر آمده‌اند:
- فرمات
- استات
- لاکتات
- اگزالات
- سیترات

## خواص فیزیکی و شیمیایی پلی کربوکسیلات
پلی کربوکسیلات مایعی با رنگهای مختلف و وزن مخصوص ۱.۱ کیلوگرم است. پلی کربوکسیلات کلر و نقطه اشتعال ندارد. قدرت این ترکیبات، نسبت به محصولات قدیمی‌تر که بر پایه‌ی نفتالن فرمالدئید سولفونه شده و ملامین فرمالدئید سولفونه شده بوده‌اند بسیار بالاتر است. به تازگی تحقیقات گسترده‌ای در زمینه‌ی مخلوط کردن روان کننده‌های  و پلی کربوکسیلات انجام شده است و این تلفیق باعث شده است که علاوه بر بهبود روانی محصول، گیرش آن نیز قابل تنظیم شده و بهبود یابد. پلی کربوکسیلات با خواص منحصر به فردی که دارد، در صنایع گوناگون به ویژه صنعت تولید بتن، مورد استفاده قرار می گیرد. موارد استفاده پلی کربوکسیلات شامل تنظیم ph تولیدات، امولسیون‌دهنده، خواص ضدباکتریایی و ... می‌باشد.

## بررسی ساختار مولکول پلی کربوکسیلات اتر‌
ساختار تعریف شده و اصلی این ماده به شکل مولکول بزرگ از نوع Polymer Comb Type است که دارای یک شاخه اصلی به نام Back Bone و شاخه‌های فرعی ‌متصل به آن به نام Side Chain است که تفاوت در طول این شاخه اصلی و شاخه‌های فرعی و همچنین نسبت‌های بین آنها موجب بروز آثار متفاوتی در مشخصات بتن تولید شده میشود.
‌در ساختار این ماده از ترکیب جدیدی استفاده شده و به شکل قابل توجهی از افت اسلامپ بدون اثر کاهشی در مقاومت‌های سنین کم جلوگیری می‌نماید. و به عنوان ماده افزدونی مناسبی در تولید بتن‌های خود تراکم مورد استفاده قرار می‌گیرد. استفاده از مواد شیمیایی دیرگیر کننده جهت جلوگیری از افت اسلامپ اثر کاهشی در مقاومت‌های سنین پایین دارند ولی در ترکیب این نوع ماده‌ این عارضه مرتفع شده است.